# Siàlids (insectes)
Els siàlids (Sialidae) són una família d'insectes de l'ordre Megaloptera. Les ales tenen venació protuberant, i queden plegades sobre el dors en forma de teulada; les anteriors són lleugerament més àmplies a la base que les posteriors. Les larves són aquàtiques depredadores generalistes.
Els adults són els petits de l'ordre Megaloptera, amb una envergadura de menys de 15 mm. Són de color negre a marró fosc i alguns tenen taques taronjades en el cap. No tenen ocels i el 4º segment tarsal està dilatat i té dos lòbuls.

## Taxonomia
La família Sialidae inclou els següents gèneres:
- Gènere Austrosialis Tillyard, 1919
- Gènere Caribesialis Ardila-Camacho et al., 2021
- Gènere Haplosialis Navás, 1927
- Gènere Ilyobius Enderlein, 1910
- Gènere Indosialis Lestage, 1927
- Gènere Leptosialis Esben-Petersen, 1920
- Gènere Nipponosialis Kuwayama, 1962
- Gènere Protosialis Weele, 1909
- Gènere Sialis Latreille, 1803
- Gènere Stenosialis Tillyard, 1919